# Croix du Bélieu
La Croix du Bélieu est une croix située sur la commune du Bélieu dans le département français du Doubs.

## Localisation
La croix est située au centre du village, dans le cimetière.

## Histoire
La croix est inscrite au titre des monuments historiques depuis le 20 mars 1929.

## Description
La croix est en fer forgé.